# اوون هارت
اوون هارت (انگلیسی: Owen Hart; ۷ مهٔ ۱۹۶۵ – ۲۳ مهٔ ۱۹۹۹) کشتی‌گیر کشتی حرفه‌ای اهل کانادا بود.